# Monument Valley (игра)
Monument Valley (с англ. — «Долина монументов») — инди-головоломка, доступная для мобильных устройств с операционными системами iOS, Android и Windows Phone. Разработкой и выпуском занималась британская студия Ustwo Games. Monument Valley является платным приложением. Суть игры заключается в том, чтобы управлять персонажем по имени «принцесса Ида» и проходить через лабиринты. В мире игры не работают привычные законы физики, а прохождение возможно при помощи оптических иллюзий и невозможных фигур. Игра разрабатывалась в течение десяти месяцев на основе концепт-артов художника Кена Вонга. Работая над художественным стилем, Вонг вдохновлялся традиционным японским искусством, минимализмом и другими инди-играми, такими, как Windosill, Fez и Sword & Sworcery. Критики же увидели сходство лабиринтов с таковыми из японский игры Echochrome, а также с искусством известного голландского художника Маурица Корнелиса Эшера. Выпуск игры состоялся 3 апреля 2013 года для мобильной операционной системы iOS. Позже, 14 мая того же года Monument Valley вышла для операционной системы Android. Игра получила в целом благоприятные отзывы. Критики высоко оценили художественный стиль игры и звуковое сопровождение, среди недостатков рецензенты заметили лёгкость прохождения уровней и их недостаточное количество. Monument Valley получила премию Apple Design в 2014 году и была назвала лучшей игрой для iPad. В 2014 году, игра была куплена 2 миллиона раза, к 2016 году, количество скачиваний достигло 26 миллионов.
5 июня 2017 года было выпущено продолжение игры — Monument Valley 2.

## Сюжет и геймплей

Изображение одного из лабиринтов

Задача игрока сводится к управлению персонажем по имени «принцесса Ида», которая должна найти выход из лабиринта. Всего в Monument Valley имеется 10 лабиринтов с несколькими уровнями (и ещё 8 дополнительных уровней при покупке расширения). Игра представляет собой пошаговую головоломку, то есть игрок не может умереть в игре или совершить ошибку. Основная его задача сводится к поэтапному поиску или построению маршрутов, чтобы выйти из лабиринта. Во вселенной игры существуют оптические иллюзии и невозможные фигуры. Ида способна лазить по лестницам и пересекать округлённые объекты. Однако для пересечения разного рода барьеров необходимо активировать механизмы, которые меняют маршруты лабиринта, или же менять ракурс камеры, чтобы при помощи оптической иллюзии найти новый маршрут прохождения.
Иногда Иде помогает так называемый тотем, который игрок может перемещать, помогать Иде преодолевать препятствия или активировать разные механизмы. Сами же механизмы включаются при нажатии особых кнопок, иногда, чтобы механизм работал, необходимо постоянно нажимать на кнопку. В некоторых лабиринтах на разных уровнях гуляют вороны, которые могут преграждать путь Иде, их придётся либо обходить, или же при помощи механизмов убирать из проходимого маршрута. Иногда маршрут можно построить таким образом, чтобы ворон мог активировать нужный механизм и открыть Иде выход из лабиринта.
Согласно сюжету, действие происходит в долине монументов, которые построили представители исчезнувшей цивилизации, чтившие «священную геометрию». Главная героиня — принцесса Ида — не помнит своего прошлого и странствует среди сооружений, чтобы возложить на священные алтари геометрические фигуры и в конце концов вернуть себе корону. Вороны, которых Ида встречает на своём пути, прокляты скитаться среди лабиринтов из-за давней попытки украсть священные фигуры. В конце концов Иде удаётся вернуть все фигуры и вороны оказываются свободными, Ида же сама превращается в птицу и улетает.

## Разработка
Разработкой игры занималась компания Ustwo, занимающаяся созданием игр и приложений для iPhone ещё с 2007 года. С тех пор компания выпустила несколько успешных игр, например Whale Trail и дизайнерские программы, такие, как например Granimator, или приложение для обмена фотографиями Rando. Monument Valley изначально задумывалась, как игра для планшетов, её разработка началась в 2013 году и длилась десять месяцев. Рабочее название проекта было Tower of Illusion.

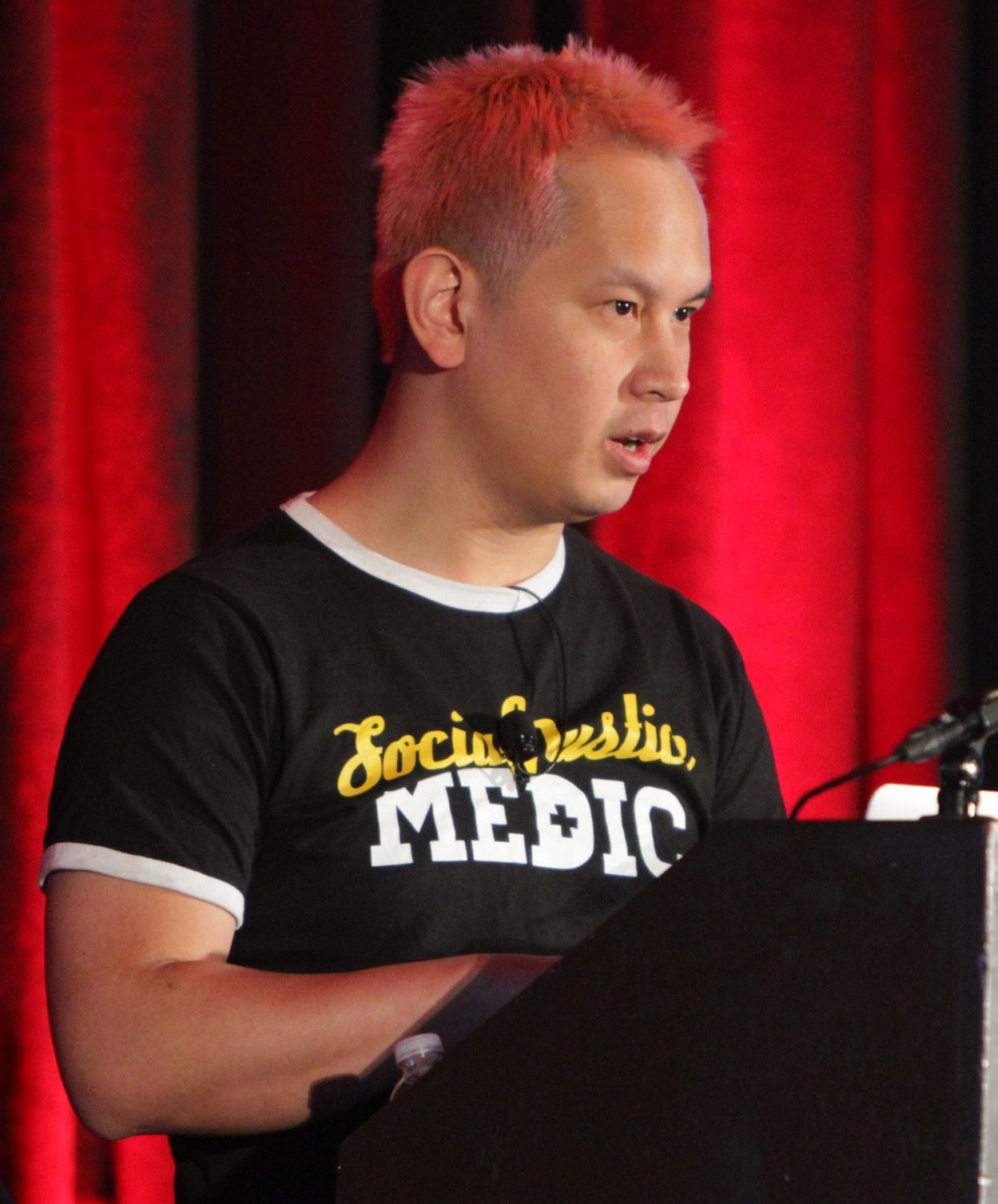
Кен Вонг, главный дизайнер и разработчик игры

Сначала работа велась над художественным стилем игры, за основу были взяты концептуальные литографии известного голландского художника Маурица Корнелиса Эшера, в процессе разработки дизайн игры слабо изменился. Руководство Ustwo не требовало от разработчиков создать новую игру за определённые бюджетные средства и время, вместо этого предложило сосредоточиться на «создании высококачественного продукта». Компания придерживалась философии создавать не высокоприбыльные приложения, а качественные продукты, даже если это означает принесение скромных доходов.
Над художественным стилем работал художник и дизайнер игр — Кен Вонг. Художник заметил, что особенно много времени уделил прорисовке и визуальному стилю лабиринтов, чтобы «каждый из них считался произведением искусства, достойным демонстрации». Вонг сначала создал несколько чертежей, которые позже стали основой для нового проекта. Работая над визуальным стилем, Вонг среди прочего вдохновлялся традиционным японским искусством, минимализмом и такими инди-играми, как Windosill, Fez и Sword & Sworcery. Дизайнер заметил, что геймплей создавался таким образом, чтобы игрок мог находить для себя путь в лабиринте, прибегая к разведке окружающего пространства, но без помощи прямых указаний. В игре используются цвета для обозначения того, как игрок может взаимодействовать с разными объектами, как это применяется в игре Mirror’s Edge. Вонг сравнил полученный опыт от игры в Monument Valley «с походом в волшебный магазин игрушек и вселенную книги „Лев, колдунья и платяной шкаф“». Дизайнер сравнил сюжет игры с «символической песней», нежели повествованием книги.. Игра создавалась для широкой аудитории, при этом с применением необычного игрового стиля. Предполагалось, что игрок должен был получать от игры чувства премиальности и эстетического удовольствия, разработчики не ставили перед сбой цель привлекать игрока сложностью прохождения уровней.
В декабре 2013 года, игра проходила бета-тестирования с участием 1000 человек. В среднем игроки проходили игру за 90 минут. Изначально игру было решено выпустить только для планшетных устройств iPad. Но в результате игра вышла для всех устройств под операционной системой iOS 3 апреля 2013 года. Игра была доступна для покупки в онлайн-магазине App Store. Продажи игры окупили стоимость разработки всего за две недели после выпуска. Версия игры на Android проходила два бета-тестирования и была выпущена 14 мая 2014 года. В апреле 2014 года, в игру были добавлены дополнительные уровни прохождения. Разработчики объяснили это тем, что ранее не хотели добавлять эти уровни из художественных соображений, так как они не вписывались в первоначальную концепцию игры. Вонг заявил, что учитывая интересы потребителей, разработчики будут рассматривать возможность переноса игры на другие платформы. Саму игру не было сложно портировать, так как она создана на игровом движке Unity. Тем не менее, из-за того, что игра создавалась для изображения на вертикальном (портретном) экране, разработчикам было сложно изменить игру таким образом, чтобы она изображалась на горизонтальных экранах, при этом не теряя свою эстетическую красоту.
Первое платное дополнение под названием Forgotten Shores было выпущено 12 ноября 2014 года для устройств под управлением iOS и 24 ноября того же года для устройств под Android. Оно добавляло восемь новых уровней. Ограниченное время для покупки было доступно расширение Ida’s (RED) Dream в рамках акции Apple Apps for Red. Дополнение включало несколько новых головоломок и Иду в новом, красном костюме.
30 апреля 2015 года игра была выпущена для Windows Mobile.
Музыкальное сопровождения к игре создавали Стэффорд Боулер, Obfusc и Григори. Музыка была выпущена на двух грампластинках компаниями Ustwo и Iam8bit во втором квартале 2016 года. Издание включает в себя музыку из игры и двух её расширений.

## Восприятие

### Критика
| Сводный рейтинг    | Сводный рейтинг |
| Агрегатор          | Оценка          |
| ------------------ | --------------- |
| GameRankings       | 90,05 %         |
| Metacritic         | 89/100          |
| Иноязычные издания |                 |
| Издание            | Оценка          |
| Edge               | 8/10            |
| Game Informer      | 8/10            |
| Polygon            | 9/10            |
| Pocket Gamer       | 9/10            |
| TouchArcade        | [ 25 ]          |

Игра получила положительные оценки от разных игровых критиков, средняя оценка на сайте-агрегаторе Metacritic составила 89 баллов из 100 возможных. Monument Valley сразу возглавила список самых скачиваемых платных игр в App Store и сохраняла лидирующую позицию в течение месяца. Также она вошла в список игр, «выбранных редакцией» App Store, и была удостоена премии Apple Design Awards, как лучшее приложение для iPad в 2014 году. Игровой сайт Pocket Gamer присудил Monument Valley золотой приз, комментируя, что «игра является единственной в своём роде, аналогов которой невозможно найти в магазине приложений».
Игровые критики особенно оценили художественный стиль игры и звуковое сопровождение, назвав их исключительными. Редакция Edge заметила, что глубина звуковых эффектов, звуки окружающей среды, перемещение механизмов придают Monument Valley дух игр Tomb Raider. Шон Масгрейв из TouchArcade назвал визуальную часть игры «невероятно великолепной», а редакция Wired написала, что Monument Valley по праву можно считать красивейшей игрой 2014 года для iPad. Редакция Creative Review назвала головоломки в игре «умными» и похвалилa разработчиков за внимание к деталям.
Игровой процесс получил более сдержанные отзывы. Например если Даниела Риендо из Polygon похвалила лабиринты игры, другие критики указали на их недостаточную сложность и слишком быстрый процесс прохождения. Риендо написала, что головоломку возможно решить интуитивно и она никогда не вызовет у игрока состояние уныния. Наоборот, прохождение лабиринта по мнению критика, вызывает у игрока «успокаивающее, почти гипнотическое состояние». Редакция Edge наоборот заметила, что прохождение лабиринта не выглядит, как «настоящая задача», а новые идеи и способы прохождения лабиринта появляются только на последних уровнях. Редакция сравнила игру со «сборкой плоской мебели: простой в своем процессе, но она вознаграждает тем, что может преобразовываться». Гарри Слейтер из Pocket Gamer назвал игру «потрясающе уникальной». Риендо заметила, что прошла все уровни примерно за три часа. Джефф Магиафава из Game Informer признался, что хотел бы видеть в игре больше уровней. Он также был недоволен повествованием игры, назвав его слишком «глупым» и «смутным». Редакция TouchArcade заметила, что игра не смогла раскрыть весь свой потенциал, хотя время прохождения вполне подходит для предоставленного сюжета в игре.

### Популярность
Через месяц после выпуска, в App Store было куплено 500,000 копий игры и миллион через 3 месяца. В ноябре 2014 года число проданных копий достигло 1,4 миллиона, а по состоянию на январь — 2,4 миллиона. В январе 2015 года компания Ustwo указала на проблему распространения пиратских копий игры и заявила, что доля пиратских копий на устройствах Android составляла 95 % и 60 % на iOS. К пиратским копиям компания также причисляла те, что были установлены на множество устройств одним пользователем, а также если игра была установлена на телефон не через магазин приложений. Несмотря на такие цифры, Ustwo заявила, что будет дальше заниматься разработкой премиальных, платных игр, а доходы от продаж Monument Valley превысили 6 миллионов долларов по состоянию на январь 2015 года и быстро покрыли расходы, выделенные на разработку игры в размере 1,4 миллиона долларов. В январе 2016 года Ustwo сообщила, что игру загрузили уже 24 миллиона пользователей. Почти десятикратное увеличение загрузок по сравнению с 2015 годом объясняется временными акциями, позволяющими игрокам бесплатно скачать игру в App Store, Google Play и Amazon Underground. Только в App Store, во время бесплатной акции было загружено семь миллионов копий игры, около 35 % из данных игроков позже купили расширение «Forgotten Shores». Ustwo сообщило, что общий объём доходов от продаж копий игры и дополнений к ней превысил 14 миллионов долларов к 2016 году.
На мероприятии Game Developers Conference, игра была удостоена нескольких премий за «лучший визуальный стиль», «инновационность» и как «лучшая мобильная игра» 2015 года. Академия интерактивных искусств и наук объявила Monument Valley мобильной игрой 2015 года и присудила разработчикам премии за «выдающиеся достижения в области искусства», «выдающиеся достижения в области видеоигр» и «инновационность в видеоиграх». Игра также получила премию Британской Академии в области видеоигр, как «лучшая игра Великобритании» и «лучшая мобильная игра». Журнал Time составил список лучших игр с Monument Valley на первом месте. По версии Game Informer, игра заняла первое место, как лучшая мобильная игра в категории «выбор читателей»
.

### Влияние
Упоминание об игре есть в третьем сезоне американского телесериала Карточный домик, где персонаж по имени Фрэнк Андервуд играет в Monument Valley, после того, как был сильно впечатлён прочтением рецензии вымышленного критика Томаса Ейтса. По словам компании Ustwo, к ним обратилась студия Netflix с предложением о включении игры в сюжет телесериала. Ustwo согласилась на предложение без какой-либо финансовой компенсации. Разработчики создали специальную версию игры, которая лучше бы подходила для сценария. Ustwo видела в этом отличную рекламу для своей игры. После показа серии на телевидении, продажи Monument Valley снова «взлетели» на некоторое время. В течение нескольких дней после выхода серии, игра на несколько дней возглавила список самых покупаемых мобильных игр в магазинах приложений. Персонажи из игры вошли в список актёрского состава в игре Crossy Road 2015 года выпуска.
Игра Monument Valley оказала значимое влияние на дальнейшее развитие сегмента платных мобильных приложений, например в App Store и Google Play были выпущены ряд приложений, копирующих в той или иной степени визуальный дизайн и игровую механику Monument Valley, а именно Dream Machine, Evo Explores, Mekorama, Back to Bed, Ghosts of Memories, Outside World и другие. Помимо прочего игра фактически повлияла на формирование нового игрового жанра — а именно избегающей элементов стресса головоломки в сочетании с эстетически красивым визуальным дизайном и музыкальным сопровождением. Например по утверждению редакции Eurogamer, игра Lara Croft Go также создавалась под впечатлением игры Monument Valley. Кен Вонг покинул студию Ustwo вскоре после выпуска игры, чтобы основать собственную студию.
В августе 2018 года, анимационные студии Paramount Animation и Weed Road в сотрудничестве с Ustwo объявили о работе над фильмом по мотивам игры Monument Valley, режиссёром которого выступает Патрик Осборн. Персонажи в фильме будут созданы с помощью живых актёров с применением CGI.